# Le Pontet, Savoie
Le Pontet är en kommun i departementet Savoie i regionen Auvergne-Rhône-Alpes i sydöstra Frankrike. Kommunen ligger i kantonen La Rochette som tillhör arrondissementet Chambéry. År 2022 hade Le Pontet 133 invånare.

## Befolkningsutveckling
Antalet invånare i kommunen Le Pontet
| Referens: INSEE |